# 頓頑二
顿顽二（豺狼座1，1 Lup）是豺狼座的一颗恒星，视星等为4.91，距离地球约2000光年。